# اولژم
شهر اولژم (به فرانسوی: Avelgem) در شهرستان کورتریک در استان فلاندری غربی در منطقه فلاندری در کشور بلژیک واقع شده‌است.